# Тавара, Сунао
Сунао Тавара (яп. 田原淳, нем. Sunao Tawara| 5 июля 1873, префектура Оита, Япония — 19 января 1952) — японский патолог и физиолог, знаменитый своими работами в кардиологии, в особенности — открытием атриовентрикулярного узла (узла Ашоффа — Тавары). В английском и немецком языках ножки пучка Гиса также иногда называются ножками Тавары (англ. Tawara branchen:Bundle branches, нем. Tawara-Schenkeln), в чешском — Таваровыми плечиками (чеш. Tawarova raménka).

## Биография
Тавара родился 5 июля 1873 года в префектуре Оита. Воспитывался дядей, врачом по профессии. Окончив престижную школу, он поступил в Токийский университет на медицинский факультет и окончил его в 1901 году. Проработав два года в Японии, Тавара переехал в Германию, где приступил к работе в Марбургском университете в патанатомическом институте Людвига Ашоффа. За время пребывания в Германии (1903-1906) Тавара в сотрудничестве с Ашоффом выполнил самые известные свои работы в области кардиологии.
После возвращения в Японию преподавал в университете Кюсю (Фукуока, профессор патологии). Также он занимал должность директора Института бальнеологии в Беппу.
Умер Тавара в 1952 году.

## Научные труды
Изучив с Л. Ашоффом систему проводимости сердца млекопитающих, Тавара обнаружил и описал атриовентрикулярный узел, показал, что пучки из этого узла разделяются на волокна Пуркинье, осознал проводящую функцию клеток Пуркинье. Таваре принадлежит заслуга понимания электрического управления сердечной функцией.

### Публикации
- S. Tawara. Die Topographie und Histologie der Brückenfasern. Ein Beitrag zur Lehre von der Bedeutung der Purkinjeschen Fäden. Zentralbl Physiol 19 (1905) 70-76
- S. Tawara. Das Reizleitungssystem des Säugetierherzens. Eine anatomisch-histologische Studie über das Atrioventrikularbündel und die Purkinjeschen Fäden. Fischer: Jena 1906
- L. Aschoff, S. Tawara. Die heutige Lehre von den pathologisch-anatomischen Grundlagen der Herzschwäche. Fischer: Jena 1906

## Награды
- 1914 — Императорская премия Японской академии наук, за его исследования в области кардиологии[3]